# Mário Gajo de Carvalho
Mário Gajo de Carvalho (* 1978 in Porto) ist ein portugiesischer Filmregisseur, Filmproduzent und Filmeditor.

## Leben
Gajo de Carvalho studierte Malerei und Bildende Künste an der Escola Superior Artística do Porto (ESAP) und Film an der Escola Superior de Teatro e Cinema (ESTC) in Lissabon. Er war an der Produktion von mehr als 20 Kurzfilmen beteiligt. 2004 erschien unter dem Titel Lixo (dt.: Müll) seine erste eigene Arbeit. In sechsjähriger Arbeit entstand der Animationsfilm Os Milionários (dt.: Die Millionäre), mit dem er 2011 am Festival Indie Lisboa teilnahm. Sein Kurzfilm The Place That Remains (vollständiger Originaltitel: The place that remains deeply unchanged before my random passage or One way to see ourselves within the out of field) feierte seine Weltpremiere bei der 2014 Berlin International Directors Lounge („DLX“) und wurde auf insgesamt zehn Filmfestivals vorgeführt.

## Filmografie (Regie)
- 2004: Lixo (3 min.)
- 2011: Os Milionários (14 min.)
- 2014: The Place That Remains (abgekürzter Titel) (3 min.)
- 2018: O rapaz e a coruja (12 min.)
- 2019: Circus Movements (15 min., mit Lukas Berger)